# 歐洲議會秘書處
歐洲議會秘書處（英語：Secretariat of the European Parliament）是歐洲議會的行政機關，首長為秘書長。秘書處總部位於盧森堡市。

## 秘書長
歐洲議會秘書長由歐洲議會事務局任命。該職位負責行政管理並協助議長、歐洲議會議員和議會機構。他們還處理日常事務營運並準備預算估算的基本報告。秘書長也必須與議長一起簽署議會和歐盟部長理事會通過的所有法案。

## 法律服務局
議會的法律服務局就歐盟法律事務向議員和機構提供建議，協助起草立法並在法院代表議會。

## 總署

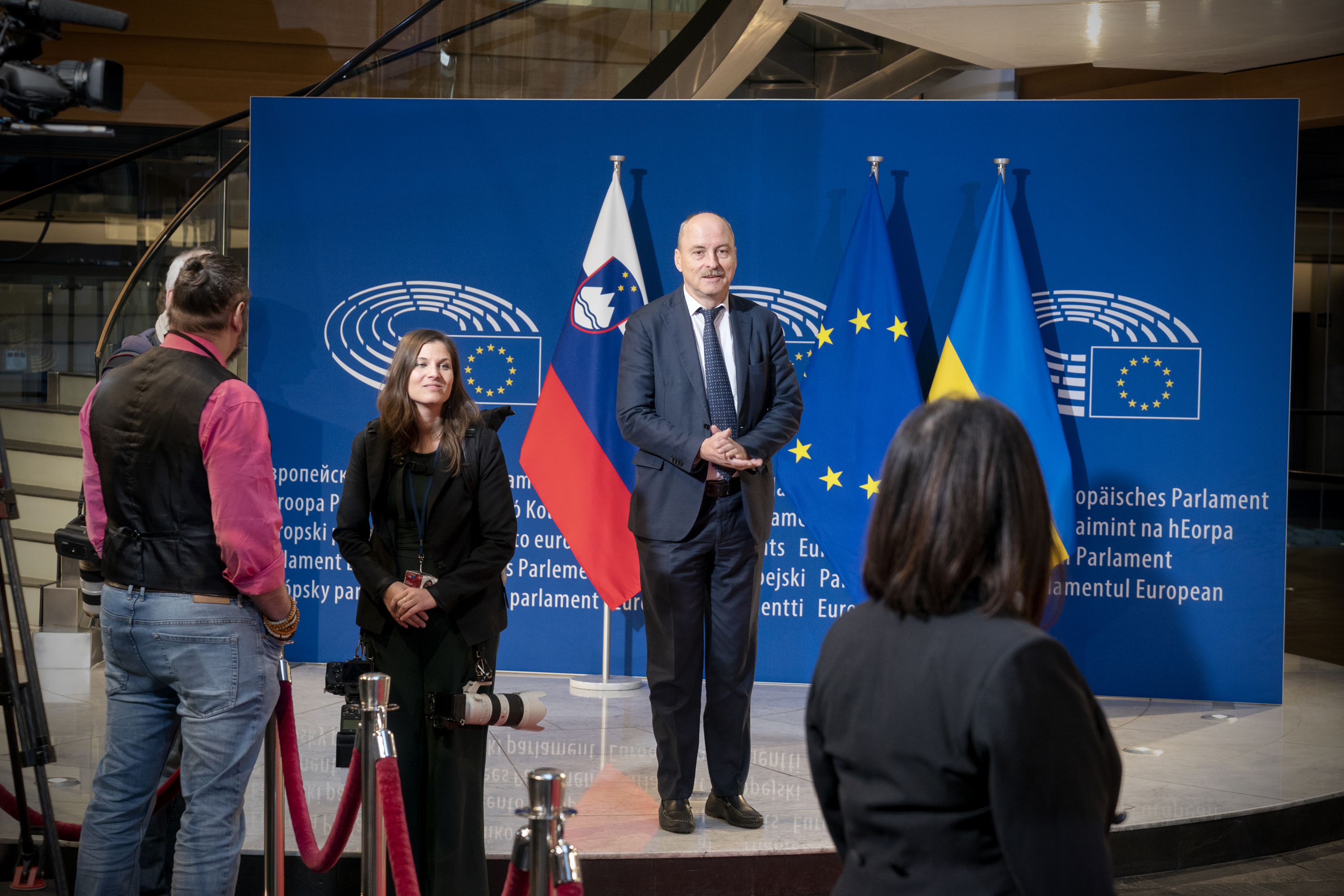
2022年秘書長克勞斯·威勒

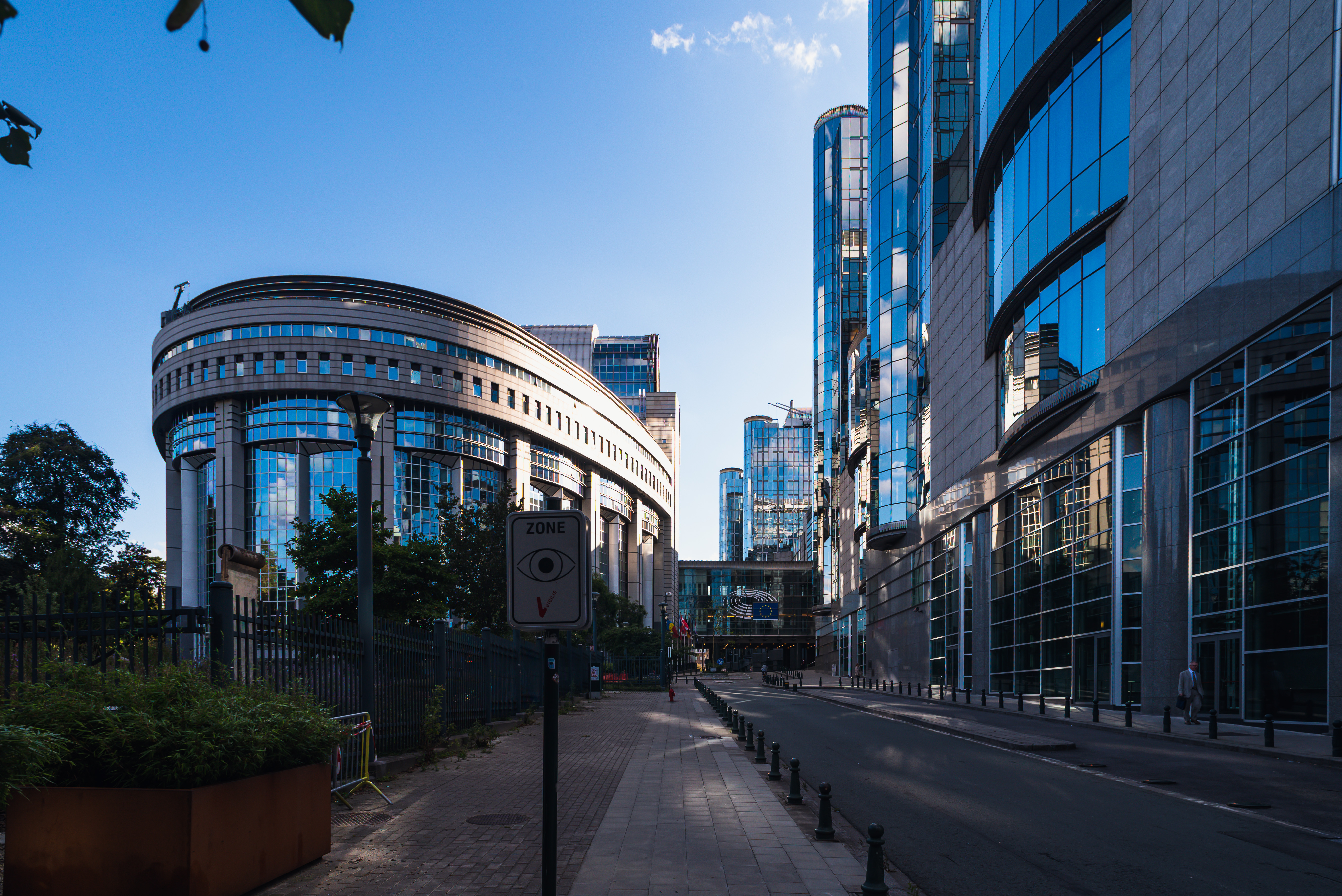
布魯塞爾保羅-亨利·斯巴克大廈

### 議長職務
議長職務總署（DG PRES）組織全體會議和後續活動，包括禮賓、郵件、登記、檔案和安全。

### 內部政策
內部政策總署（DG IPOL）負責協助議會委員會及其主席的工作以及協調與其他機構和國家議會的關係與合作。 總署也向議員和委員會提供專家資訊和研究。這是政策部門的任務，政策部門根據要求為議員提供相關主題的研究報告。此外，科學與技術選項評估小組（Science and Technology Options Assessment, STOA）就相關主題向委員會和議員提供建議。

### 外部政策
外部政策總署（DG EXPO）負責協助議會代表團、委員會及其主席的工作，以及協調與其他機構、國家議會和外國機構的關係與合作。非加太—歐盟聯合議會大會、地中海聯盟議會大會、歐洲-拉丁美洲議會大會、歐洲東部鄰國議會大會秘書處的半數成員由此總署擔任。總署也負責代表團參訪非歐盟國家以及外部國家代表團訪問議會的相關事務。 總署也向議員和委員會提供外部國家相關主題的專家資訊和研究。這是政策部門的任務，政策部門根據要求為議員提供相關主題的研究報告。這些研究皆會發佈在Europarl網站上。

### 歐洲議會研究服務
歐洲議會研究服務（DG EPRS）是歐洲議會的內部研究部門和智庫。其任務是協助歐洲議會議員進行議會工作，為他們提供與歐盟相關政策問題的獨立、客觀及權威的分析與研究。他們還負責提高成員國和歐洲議會委員會審查和監督歐盟執委會和其他歐盟執行機構的能力。

### 通訊
通訊總署（DG COMM）處理公共資訊和媒體。其工作人員包括議會發言人（現任發言人豪梅·杜格·季約特）、新聞服務部門和跨成員國的公共資訊辦公室網路，以及管理Europarl網站。

### 人事
人事總署（DG PERS）)處理人力資源問題，包括提供工作人員職業訓練機會。

### 基礎設施與後勤

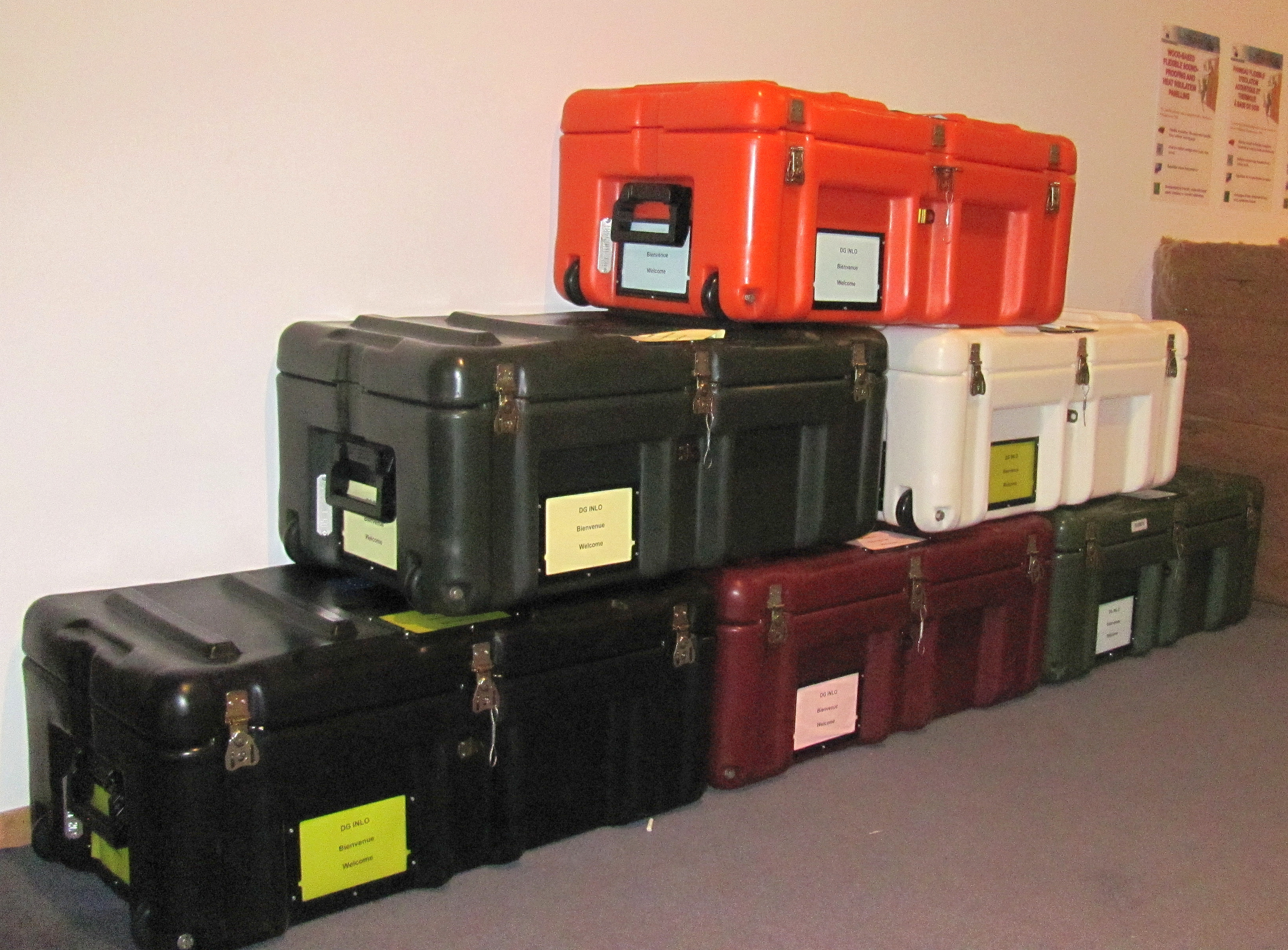
歐洲議會的「搬遷箱」被稱為「cantines」，準備在史特拉斯堡和布魯塞爾之間運輸。

基礎設施與後勤總署（DG INLO）管理歐洲議會大樓（分佈在史特拉斯堡、布魯塞爾和盧森堡市）及其成員國辦公室和設備。

### 翻譯
翻譯總署（DG TRAD）負責議會文件的書面翻譯。

### 口譯與會議
會議後勤與口譯總署（DG LINC）管理該機構所有會議的會議室和口譯服務。

### 財政
財政總署總署（DG FINS）處理議會的預算和財務事務。除了編制與檢查預算，並監督其後續執行情況。他們還負責官方會計和財務運作以及歐洲議會議員的財務。

### 創新與科技協助
創新與科技協助總署（DG ITEC）為議會提供資訊和通訊技術服務以及印刷和發行服務。他們執行議會的透明度和資訊獲取政策，並幫助議會更有效地工作。

### 安全
保全與安全總署（DG SAFE）致力於促進議會活動，同時確保對人員、資產和資訊提供充分保護。

## 資料來源
1. ↑  . Europarl.europa.eu.   [2014-01-17]. （原始内容存档于2011-05-20）.
2. ↑  Europarl Directorate-General for the Presidency （页面存档备份，存于） June 2009
3. ↑  Directorate-General for Internal Policies of the Union （页面存档备份，存于） June 2009
4. ↑  European Parliamentary Technology Assessment.Eptanetwork.org 的存檔，存档日期2008-05-10., STOA basic brief
5. ↑  European Parliament news service MEPs in Afghanistan condemn attack on Kabul parade （页面存档备份，存于）, April 29, 2008
6. ↑  Europarl website Directorate-General for External Policies （页面存档备份，存于）, April 2008
7. ↑  Europarl Policy Departments. Search for studies （页面存档备份，存于）
8. ↑  . Europarl.europa.eu.   [2017-08-24]. （原始内容存档于2018-06-21）.
9. ↑  .   [2024-08-10]. （原始内容存档于2019-07-24）.
10. ↑  . Europarl.europa.eu.   [2014-01-17]. （原始内容存档于2011-05-20）.
11. ↑  .   [2024-08-10]. （原始内容存档于2021-01-18）.

## 外部連結
- 歐洲議會秘書處 （页面存档备份，存于）